# ليلوة
ليلوة قرية سوريّة تتبع إداريّاً لمحافظة حلب منطقة جرابلس ناحية الغندورة في ريف حلب الشمالي الشرقي، بلغ تعداد سكانها 1846 نسمة حسب التعداد السكاني لعام 2014 سكان القرية هم من عشيرة الدمالخة
يوجد في قرية ليلوة سد الساجور الذي يقع في المنتصف بين قرية ليلوة وقرية قبة التركمان